# Confession d'une pécheresse
Pour plus de détails, voir Fiche technique et Distribution.
Confession d'une pécheresse (titre original : Die Sünderin) est un film allemand réalisé par Willi Forst, sorti en 1951.
Le film permit à l'actrice Hildegard Knef de se faire connaître notamment grâce au scandale qu'il suscita. Gustav Fröhlich y joue le rôle d'Alexandre. 

## Synopsis
Marina est une prostituée dont la vie est assez difficile. Son beau-père est arrêté par la Gestapo, sa mère trompe son mari et elle-même tombe sous le charme de son demi-frère. Par la suite elle assiste à l'assassinat de sa meilleure amie. Elle tombe alors amoureuse d'un peintre qui, malheureusement, est gravement malade : il a une tumeur au cerveau. Pour financer les frais de l'opération, Marina se voit contrainte de reprendre son ancien « travail ». Les deux amoureux partent alors pour l'Italie, où ils trouvent de quoi se divertir et se détendre. Finalement l'opération a lieu mais n'apportera pas de guérison définitive. Ils retournent en Autriche et passent quelques jours à Vienne. Marine aidera ensuite son ami, devenu aveugle, à mourir à l'aide de somnifères, car ses souffrances sont telles qu'il ne peut plus les supporter. Après cela, elle se suicide à son tour.

## Fiche technique
- Titre : Confession d'une pécheresse
- Titre original : Die Sünderin
- Titre anglophone (États-Unis/Royaume-Uni) : The Sinner
- Réalisation :	Willi Forst
- Assistant-réalisateur : Georg Marischka
- Scénario :  Gerhard Menzel, Willi Forst, Georg Marischka
- Photographie : Václav Vích
- Montage :  Max Brenner, Rudolf Schaad
- Musique :  Theo Mackeben
- Chansons : Ludwig Schmidseder (Jeden Abend stehe ich am Hafen), Gustav Zelibor (de) (Ein Herz zu veschenken)
- Direction artistique : Franz Schroedter (de)
- Décors :
- Costumes :
- Son :
- Producteurs : Rolf Meyer (de), Helmuth Volmer (de)
- Société de production :  Deutsche Styria-Film GmbH (Munich), Junge Film-Union Rolf Meyer (Hambourg)
- Sociétés de distribution :  Donau-Filmgesellschaft, Herzog-Filmverleih
- Pays d'origine :  Allemagne de l'Ouest
- Langue :  Allemand
- Métrage : 2 384 mètres
- Format : Noir et blanc — 35 mm — 1,37:1 — Son : Mono
- Genre : Film dramatique, Film romantique
- Durée : 100 minutes
- Dates de sortie :
  -  Allemagne de l'Ouest : 18 janvier 1951
  -  Autriche : 26 janvier 1951
  -  Suède : 28 septembre 1951
  -  Finlande : 4 avril 1952
  -  Danemark : 22 septembre 1952
  -  Japon : 18 janvier 1951
  -  France : 23 juin 1953
  -  États-Unis : 23 décembre 1954

## Distribution
- Hildegard Knef : Marina
- Gustav Fröhlich : Alexander
- Änne Bruck (de) : la mère de Marina
- Wera Frydtberg (de) : Irmgard, la colocatrice
- Robert Meyn : le beau-père de Marina
- Jochen-Wolfgang Meyn (de) : le demi-frère de Marina
- Andreas Wolf : un médecin
- Benno Gellenbeck (de) : le marchand d'art
- Carl Voscherau (de)
- Irene Mirbach
- Theo Tecklenburg
- Karl Kramer
- Horst von Otto

## À noter
- Les commentaires off de l'héroïne  qui ponctuent l'intrigue et dans lesquels elle décrit ses actes (prostitution, euthanasie, suicide) sans autocritique ont beaucoup fait pour le scandale qui a entouré ce film à sa sortie, dans une Allemagne en reconquête de sa respectabilité au sortir de la guerre et du régime nazi.